# ۹۱ روز
۹۱ روز (به انگلیسی: 91 Days) یک مجموعه تلویزیونی انیمه ژاپنی در ژانر اکشن، جنایی است که از ۹ ژوئیه ۲۰۱۶ تا ۱ اکتبر ۲۰۱۶ پخش شد. داستان سریال که در دوران ممنوعیت الکل در ایالات متحده آمریکا جریان دارد، آنجلو لاگوسا و تلاش او برای انتقام از خانواده وانتی را دنبال می‌کند.